# Lago fluvial

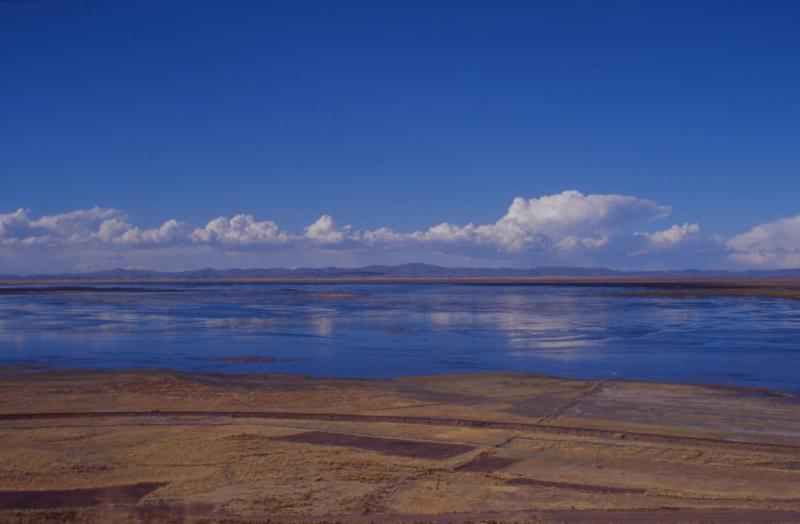
O azul do Lago Titicaca

Lago fluvial é um lago formado no leito de um rio, às vezes naturalmente, ou artificialmente (como no caso das represas). Seu diferencial de um lago convencional, é o fato de suas águas não serem totalmente paradas, e sim haver a formação das correntes de águas, que acompanham o leito natural do rio.

## Ecossistema
Nesse caso, é um excelente local para a sobrevivência de várias espécies, que podem ter durante todo o ano, apesar da variação das chuvas, uma fonte de água segura. Um fator de descrédito no caso de algumas represas, é por impossibilitar os peixes que precisam subir o rio para fazer a desova. Sua riqueza em matéria orgânica é grande, visto que as águas do rio, vêm trazendo sedimentos e nutrientes que se acumulam no fundo do lago, e a cada ano ele pode alargar seu diâmetro, dependendo da quantidade de chuvas.